# Xylopia sericolampra
Xylopia sericolampra este o specie de plante angiosperme din genul Xylopia, familia Annonaceae, descrisă de Friedrich Ludwig Diels. Conform Catalogue of Life specia Xylopia sericolampra nu are subspecii cunoscute.